# Белореченский (Воронежская область)
Белореченский — хутор в Подгоренском районе Воронежской области.
Входит в состав Большедмитровского сельского поселения.

## География
На хуторе есть одна улица — Луговая.

## Население
| 2010 |
| ---- |
| 47   |